# NGC 300

NGC 300

إن جي سي 300 (المعروف أيضا باسم كالدويل 70) هي مجرة حلزونية في كوكبة معمل النحات. وهي واحدة من أقرب المجرات إلى المجموعة المحلية، وربما تقع بيننا وبين مجموعة معمل النحات. وهي ألمع المجرات الحلزونية الخمس الرئيسية في اتجاه مجموعة معمل النحات. تميل بزاوية 42° عندما يُنظر إليها من الأرض وتشترك في خصائص كثيرة مع مجرة المثلث.

## المجرات القريبة ومعلومات عن المجموعة
إن جي سي 300 والمجرة غير منتظمة إن جي سي 55 جرت العادة على تحديدهما كأعضاء في مجموعة النحات، وهي مجموعة من المجرات القريبة في كوكبة لها نفس الاسم. ومع ذلك، قياس المسافات الحديث يشير إلى أن هاتين المجرتين تقعان فعليًا في المقدمة. ومن المرجح أن إن جي سي 300 وإن جي سي 55 تشكلان زوجًا متلازمًا بالجاذبية.

## بعض صورها

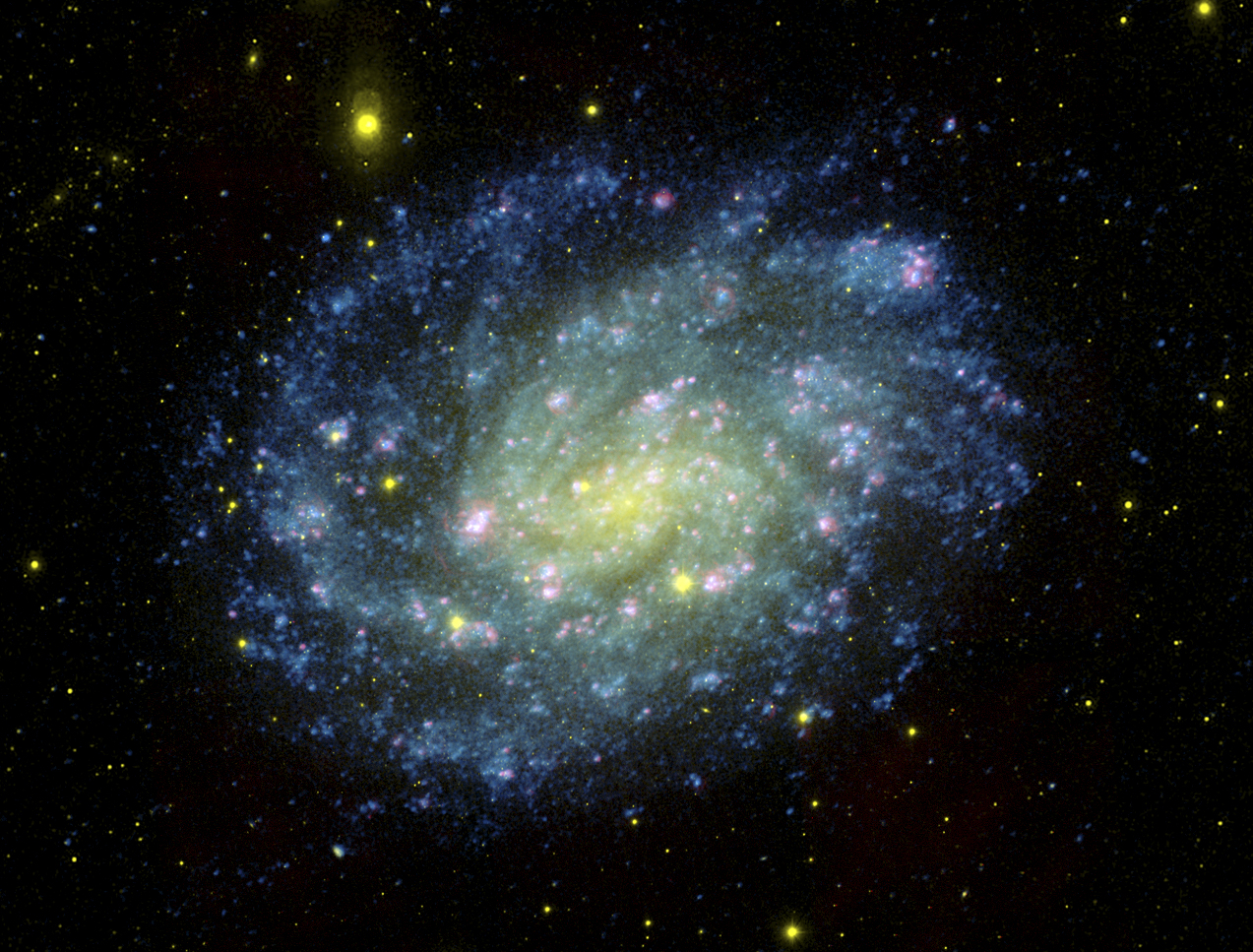
صورة الأشعة فوق البنفسجية المنبعثة منها . صورة إلتقطها مستكشف تطور المجرات  GALEX
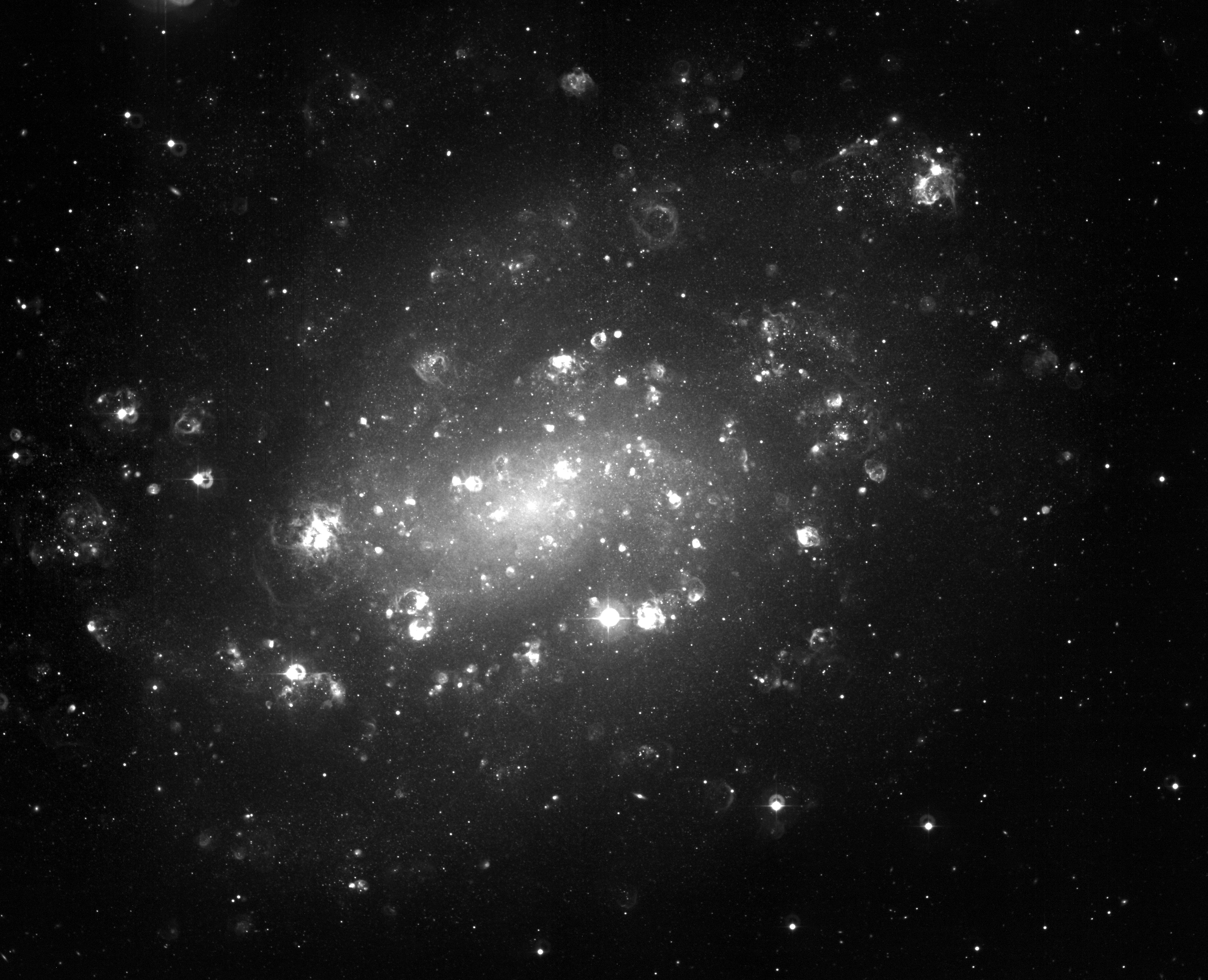
ESO: صورة خط طيفي H-alpha إلتقطها التلسكوب  2,2 متر في مرصد لا سيلا
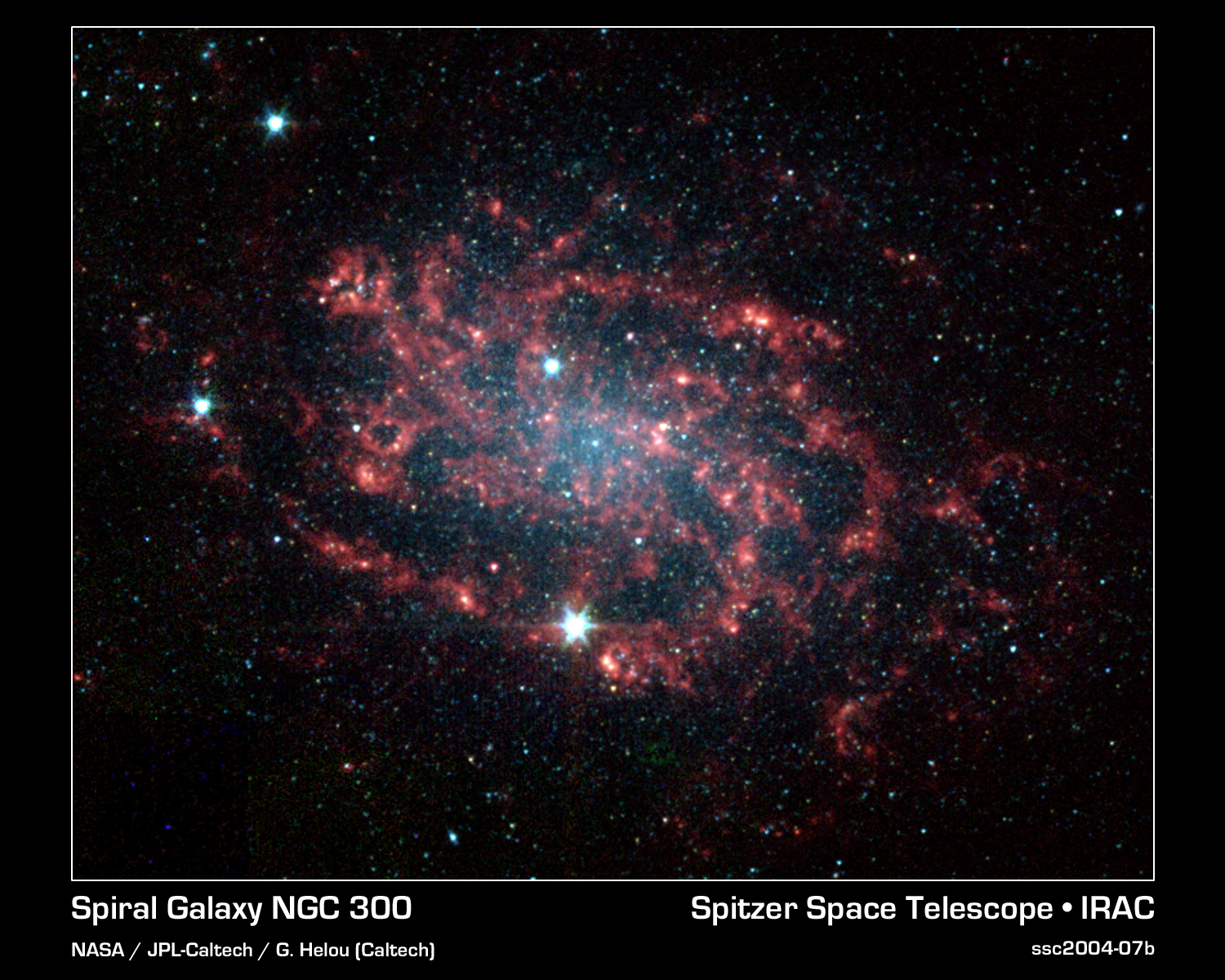
صورة التقطها مقراب سبيتزر الفضائي للأشعة تحت الحمراء

## وصلات خارجية
- ESO Press 27. Januar 2010 Black Hole Hunters Set New Distance Record
- Astronews
- GALEX

## اقراء أيضا
| - سديم الفراشة - إن جي سي 3628 - إن جي سي - إن جي سي 3642 - إن جي سي 7318 - عملاق عظيم - عملاق عظيم فائق - مستعر أعظم - سهيل هدار (نجم) - كتالوج كالدويل | - قزم أبيض - عملاق أحمر - نجم الدجاجة اكس - تخليق العناصر - ثقب أسود - تصنيف هرتزشبرونج-راسل - المنطقة (الجبار) - النظام (الجبار) - حزام الجبار - أبو سيف (كوكبة) - خماسية ستيفان |  |